# Тенби
Те́нби (англ. Tenby, валл. Dinbych-y-pysgod) — город в Великобритании.

## География
Город Тенби расположен в юго-западной части Уэльса, южной части графства Пембрукшир на берегу залива Кармартен, в 130 километрах к северо-западу от Кардиффа и в 30 километрах юго-восточнее административного центра графства, города Хаверфордуэст. Морской курорт. Численность населения Тенби составляет 4 934 человека (на 2001 год).
Поселение на месте нынешнего Тенби известно с XI столетия.

## Галерея

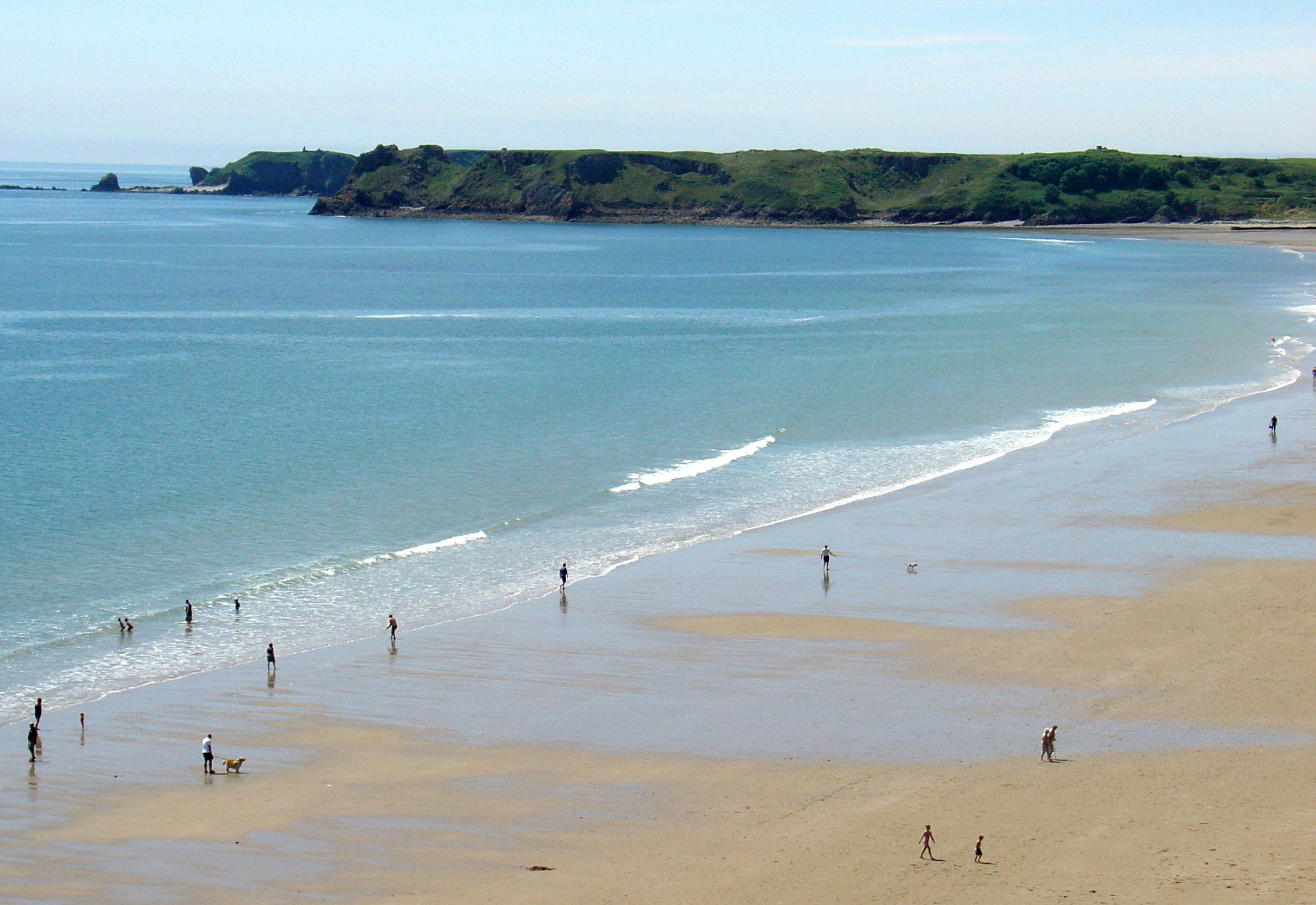
Пляж Тенби
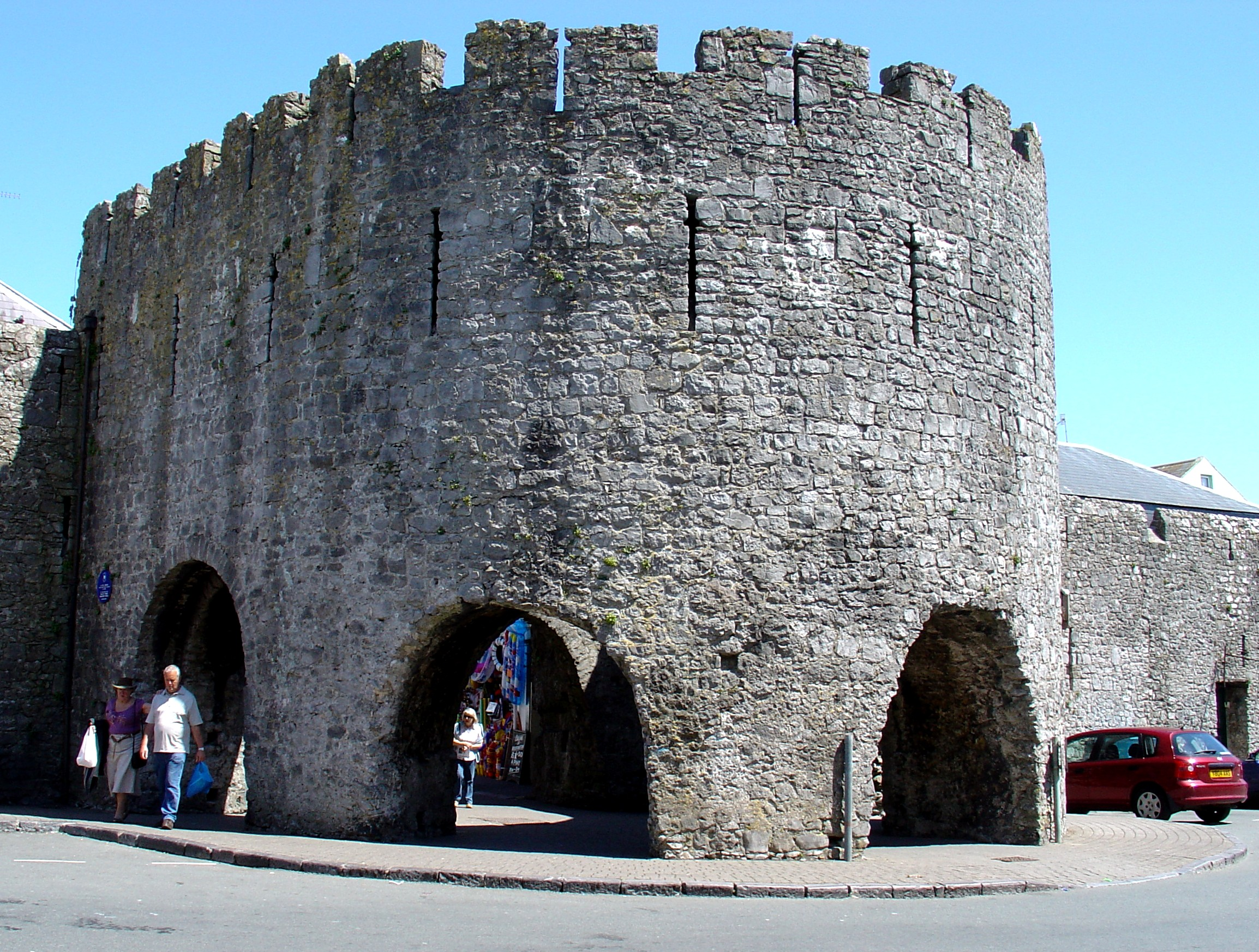
Ворота Пяти Арок
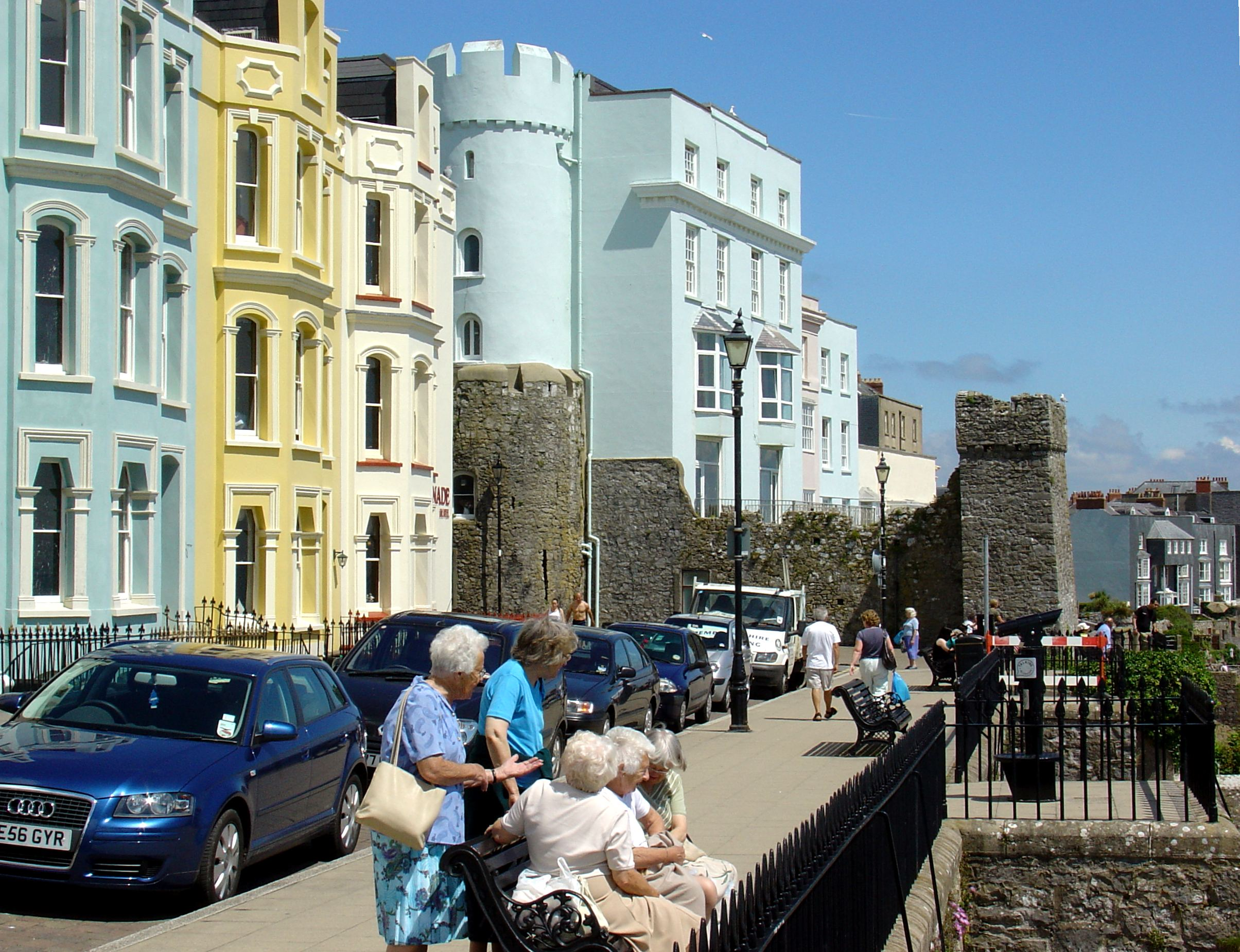
Вдоль по эспланаде
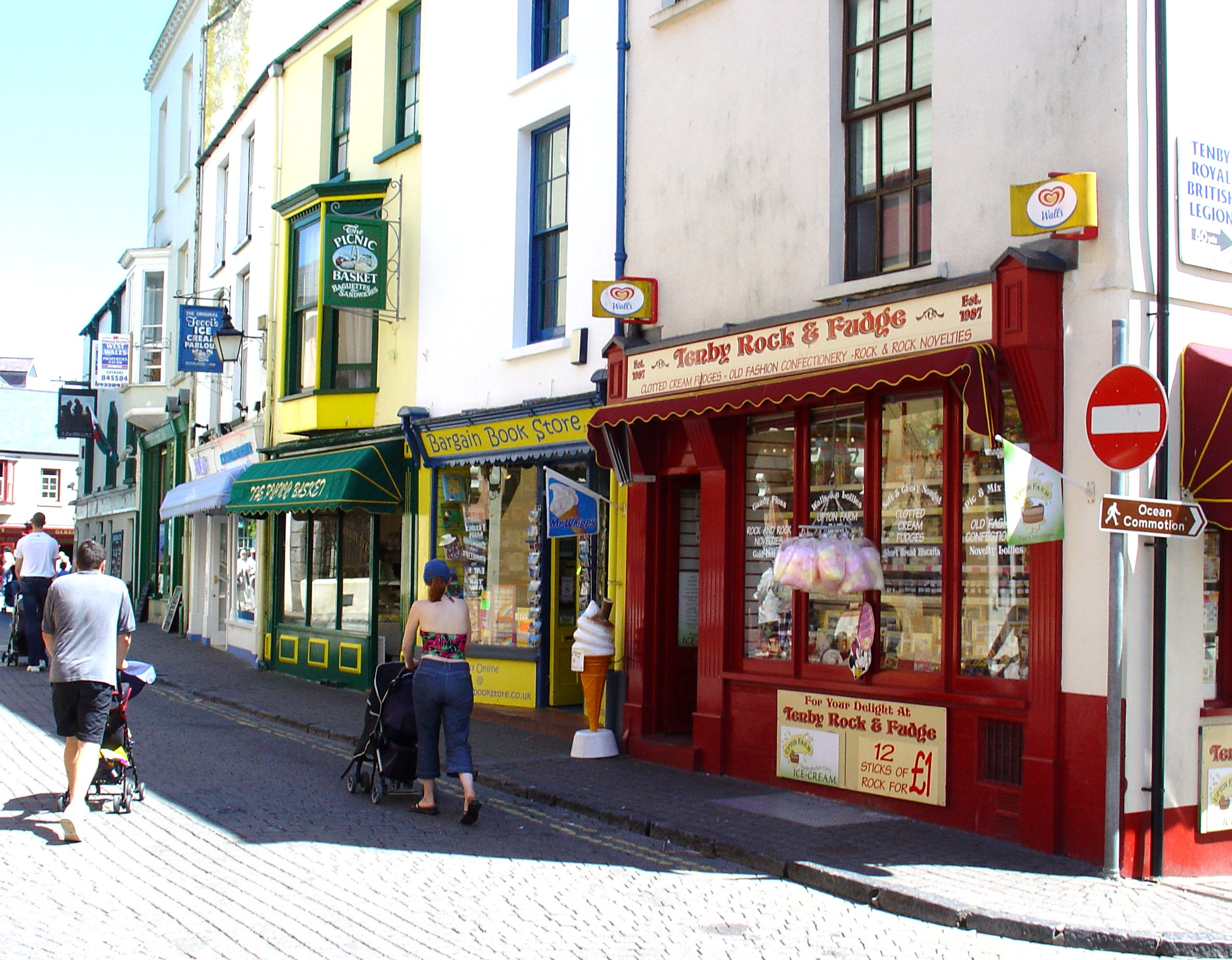
Живописные лавки Тенби